# Artur Kartaszjan
Artur Kartaszjan (orm. Արթուր Քարտաշյան; ur. 8 stycznia 1997 w Erywaniu) – ormiański piłkarz występujący na pozycji obrońcy w ormiańskim klubie Piunik Erywań oraz w reprezentacji Armenii.

## Kariera klubowa

### Piunik Erywań
1 lipca 2014 został przesunięty do drużyny rezerw klubu Piunik Erywań. Zadebiutował 11 sierpnia 2014 w meczu Araczin chumb przeciwko Gandzasar Kapan II (3:0). W pierwszej drużynie zadebiutował 4 kwietnia 2015 w meczu Barcragujn chumb przeciwko Ararat Erywań (4:0). W sezonie 2014/15 jego zespół zajął pierwsze miejsce w tabeli i zdobył mistrzostwo Armenii. 1 września 2015 został na stałe przesunięty do pierwszego zespołu. 24 września 2015 wystąpił w finale Superpucharu Armenii przeciwko Mika Erywań (3:0), w którym zdobył swoją pierwszą bramkę dla zespołu. Pierwszą bramkę w lidze zdobył 13 marca 2016 w meczu przeciwko Ararat Erywań (1:2). W kwalifikacjach do Ligi Europy zadebiutował 30 czerwca 2016 w meczu przeciwko Europa FC (2:0). W sezonie 2018/19 jego zespół zajął drugie miejsce w tabeli zdobywając wicemistrzostwo Armenii.

## Kariera reprezentacyjna

### Armenia U-17
W 2013 roku otrzymał powołanie do reprezentacji Armenii U-17. Zadebiutował 28 września 2013 w meczu towarzyskim przeciwko reprezentacji Gruzji U-17 (3:1).

### Armenia U-19
W 2015 roku otrzymał powołanie do reprezentacji Armenii U-19. Zadebiutował 26 maja 2015 w meczu towarzyskim przeciwko reprezentacji Litwy U-19 (0:0). Pierwszą bramkę zdobył 16 września 2015 w meczu towarzyskim przeciwko reprezentacji Mołdawii U-19 (2:3).

### Armenia U-21
W 2015 roku otrzymał powołanie do reprezentacji Armenii U-21. Zadebiutował 25 marca 2015 w meczu towarzyskim przeciwko reprezentacji Łotwy U-21 (2:2).

### Armenia
W 2018 roku otrzymał powołanie do reprezentacji Armenii. Zadebiutował 16 listopada 2018 w meczu Ligi Narodów UEFA przeciwko reprezentacji Gibraltaru (2:6), w którym zdobył bramkę.

## Statystyki

### Klubowe
(aktualne na dzień 20 grudnia 2020)
| Klub               | Sezon              | Liga               | Liga  | Liga   | Puchar kraju | Puchar kraju | Europa | Europa | Inne  | Inne   | Suma  | Suma   |
| Klub               | Sezon              | Liga               | Mecze | Bramki | Mecze        | Bramki       | Mecze  | Bramki | Mecze | Bramki | Mecze | Bramki |
| ------------------ | ------------------ | ------------------ | ----- | ------ | ------------ | ------------ | ------ | ------ | ----- | ------ | ----- | ------ |
| Piunik Erywań      | 2014/15            | Barcragujn chumb   | 3     | 0      | 0            | 0            | 0      | 0      | 0     | 0      | 3     | 0      |
| Piunik Erywań      | 2015/16            | Barcragujn chumb   | 12    | 1      | 1            | 0            | 0      | 0      | 1     | 1      | 14    | 2      |
| Piunik Erywań      | 2016/17            | Barcragujn chumb   | 28    | 4      | 5            | 0            | 2      | 0      | –     | –      | 35    | 4      |
| Piunik Erywań      | 2017/18            | Barcragujn chumb   | 26    | 0      | 1            | 0            | 2      | 0      | –     | –      | 29    | 0      |
| Piunik Erywań      | 2018/19            | Barcragujn chumb   | 9     | 0      | 1            | 0            | 0      | 0      | –     | –      | 10    | 0      |
| Piunik Erywań      | 2019/20            | Barcragujn chumb   | 7     | 0      | 0            | 0            | 0      | 0      | –     | –      | 7     | 0      |
| Piunik Erywań      | 2020/21            | Barcragujn chumb   | 5     | 0      | 0            | 0            | –      | –      | –     | –      | 5     | 0      |
| Piunik Erywań      | Ogólnie            | Ogólnie            | 90    | 5      | 8            | 0            | 4      | 0      | 1     | 1      | 103   | 6      |
| Ogólnie w karierze | Ogólnie w karierze | Ogólnie w karierze | 90    | 5      | 8            | 0            | 4      | 0      | 1     | 1      | 103   | 6      |

### Reprezentacyjne
(aktualne na dzień 20 grudnia 2020)
| Reprezentacja | Rok     | Mecze | Bramki |
| ------------- | ------- | ----- | ------ |
| Armenia U-17  |         |       |        |
| 2013          | 4       | 0     |        |
| Ogólnie       | Ogólnie | 4     | 0      |
| Armenia U-19  |         |       |        |
| 2015          | 7       | 1     |        |
| Ogólnie       | Ogólnie | 7     | 1      |
| Armenia U-21  |         |       |        |
| 2015          | 5       | 0     |        |
| 2016          | 2       | 0     |        |
| 2017          | 8       | 0     |        |
| 2018          | 3       | 0     |        |
| Ogólnie       | Ogólnie | 18    | 0      |
| Armenia       |         |       |        |
| 2018          | 1       | 1     |        |
| Ogólnie       | Ogólnie | 1     | 1      |

| Mecze i gole w reprezentacji | Mecze i gole w reprezentacji | Mecze i gole w reprezentacji | Mecze i gole w reprezentacji | Mecze i gole w reprezentacji | Mecze i gole w reprezentacji | Mecze i gole w reprezentacji | Mecze i gole w reprezentacji |
| Armenia U-17                 | Armenia U-17                 | Armenia U-17                 | Armenia U-17                 | Armenia U-17                 | Armenia U-17                 | Armenia U-17                 | Armenia U-17                 |
| Lp.                          | Data                         | Miejsce                      | Gospodarz                    | Gość                         | Wynik                        | Gol                          | Rozgrywki                    |
| ---------------------------- | ---------------------------- | ---------------------------- | ---------------------------- | ---------------------------- | ---------------------------- | ---------------------------- | ---------------------------- |
| 1.                           | 28.09.2013                   | Erywań                       | Armenia U-17                 | Gruzja U-17                  | 3:1                          |                              | Mecz towarzyski              |
| 2.                           | 30.09.2013                   | Erywań                       | Armenia U-17                 | Gruzja U-17                  | 0:0                          |                              | Mecz towarzyski              |
| 3.                           | 24.10.2013                   | Erywań                       | Armenia U-17                 | Anglia U-17                  | 0:4                          |                              | el. ME U-17 2014             |
| 4.                           | 29.10.2013                   | Erywań                       | Armenia U-17                 | Gibraltar U-17               | 2:1                          |                              | el. ME U-17 2014             |
| Armenia U-19                 |                              |                              |                              |                              |                              |                              |                              |
| Lp.                          | Data                         | Miejsce                      | Gospodarz                    | Gość                         | Wynik                        | Gol                          | Rozgrywki                    |
| 1.                           | 26.05.2015                   |                              | Armenia U-19                 | Litwa U-19                   | 0:0                          |                              | Mecz towarzyski              |
| 2.                           | 28.05.2015                   |                              | Armenia U-19                 | Litwa U-19                   | 1:0                          |                              | Mecz towarzyski              |
| 3.                           | 03.08.2015                   | Szefajim                     | Izrael U-19                  | Armenia U-19                 | 4:0                          |                              | Mecz towarzyski              |
| 4.                           | 05.08.2015                   | Szefajim                     | Izrael U-19                  | Armenia U-19                 | 3:3                          |                              | Mecz towarzyski              |
| 5.                           | 11.08.2015                   | Erywań                       | Armenia U-19                 | Słowacja U-19                | 0:1                          |                              | Mecz towarzyski              |
| 6.                           | 13.08.2015                   | Erywań                       | Armenia U-19                 | Słowacja U-19                | 0:1                          |                              | Mecz towarzyski              |
| 7.                           | 16.09.2015                   | Erywań                       | Armenia U-19                 | Mołdawia U-19                | 2:3                          | Gol                          | Mecz towarzyski              |
| Armenia U-21                 |                              |                              |                              |                              |                              |                              |                              |
| Lp.                          | Data                         | Miejsce                      | Gospodarz                    | Gość                         | Wynik                        | Gol                          | Rozgrywki                    |
| 1.                           | 25.03.2015                   |                              | Armenia U-21                 | Łotwa U-21                   | 2:2                          |                              | Mecz towarzyski              |
| 2.                           | 09.10.2015                   | Stara Zagora                 | Bułgaria U-21                | Armenia U-21                 | 2:0                          |                              | el. ME U-21 2017             |
| 3.                           | 13.10.2015                   | Erywań                       | Armenia U-21                 | Luksemburg U-21              | 1:1                          |                              | el. ME U-21 2017             |
| 4.                           | 13.11.2015                   | Bangor                       | Walia U-21                   | Armenia U-21                 | 2:1                          |                              | el. ME U-21 2017             |
| 5.                           | 17.11.2015                   | Aalborg                      | Dania U-21                   | Armenia U-21                 | 2:0                          |                              | el. ME U-21 2017             |
| 6.                           | 29.03.2016                   | Erywań                       | Armenia U-21                 | Dania U-21                   | 1:3                          |                              | el. ME U-21 2017             |
| 7.                           | 06.09.2016                   | Erywań                       | Armenia U-21                 | Bułgaria U-21                | 0:1                          |                              | el. ME U-21 2017             |
| 8.                           | 04.06.2017                   |                              | Mołdawia U-21                | Armenia U-21                 | 0:1                          |                              | Mecz towarzyski              |
| 9.                           | 13.06.2017                   | Faro                         | Gibraltar U-21               | Armenia U-21                 | 0:3                          |                              | el. ME U-21 2019             |
| 10.                          | 31.08.2017                   | Moskwa                       | Rosja U-21                   | Armenia U-21                 | 0:0                          |                              | el. ME U-21 2019             |
| 11.                          | 05.09.2017                   | Erywań                       | Armenia U-21                 | Macedonia Północna U-21      | 0:3                          |                              | el. ME U-21 2019             |
| 12.                          | 02.10.2017                   | Erywań                       | Armenia U-21                 | Gibraltar U-21               | 1:0                          |                              | el. ME U-21 2019             |
| 13.                          | 10.10.2017                   | Erywań                       | Armenia U-21                 | Austria U-21                 | 0:5                          |                              | el. ME U-21 2019             |
| 14.                          | 10.11.2017                   | Erywań                       | Armenia U-21                 | Rosja U-21                   | 1:2                          |                              | el. ME U-21 2019             |
| 15.                          | 14.11.2017                   | Erywań                       | Armenia U-21                 | Serbia U-21                  | 0:1                          |                              | el. ME U-21 2019             |
| 16.                          | 07.09.2018                   | Ritzing                      | Austria U-21                 | Armenia U-21                 | 2:1                          |                              | el. ME U-21 2019             |
| 17.                          | 11.09.2018                   | Skopje                       | Macedonia Północna U-21      | Armenia U-21                 | 3:3                          |                              | el. ME U-21 2019             |
| 18.                          | 16.10.2018                   | Nowy Sad                     | Serbia U-21                  | Armenia U-21                 | 0:0                          |                              | el. ME U-21 2019             |
| Armenia                      |                              |                              |                              |                              |                              |                              |                              |
| Lp.                          | Data                         | Miejsce                      | Gospodarz                    | Gość                         | Wynik                        | Gol                          | Rozgrywki                    |
| 1.                           | 16.11.2018                   | Gibraltar                    | Gibraltar                    | Armenia                      | 2:6                          | Gol                          | Liga Narodów UEFA            |

## Sukcesy

### Piunik Erywań
- Mistrzostwo Armenii (1×): 2014/2015
- Wicemistrzostwo Armenii (1×): 2018/2019
- Superpuchar Armenii (1×): 2015